# 와카마쓰정
와카마쓰정(若松町)은 나가사키현 고토열도에 존재했던 정이다. 
2004년 8월 1일에, 미나미마쓰우라군 아리카와정·가미고토정·신우오노메정·나라오정과 신설합병해 신카미고토정이 되었다.

## 역사
- 1889년 4월 1일 - 정촌제 시행에 수반해 와카마쓰촌과 히노지마촌이 성립하였다.
- 1956년 9월 25일 - 와카마쓰촌과 히노시마촌이 신설합병해, 와카마쓰정이 성립하였다.
- 2004년 8월 1일 - 미나미마쓰우라군 아리카와정·가미고토정·신우오노메정·나라오정과 신설합병해, 신카미고토정이 되어 와카마쓰정은 소멸하였다.